# Sérgio Abranches
Sérgio Henrique Hudson de Abranches (Curvelo, 11 de outubro de 1949) é um cientista político, professor universitário e analista político brasileiro. É formado pela Universidade de Brasília, onde também fez mestrado e seguiu para o doutoramento na Universidade Cornell, em Ithaca (Nova Iorque). No final dos anos 1980, Abranches publica o texto Presidencialismo de Coalizão, em que desenvolve uma das principais teorias da ciência política brasileira.

## Biografia
Nasceu de uma tradicional família de advogados mineiros. Seu pai foi presidente da câmara de vereadores de Barbacena e era ligado ao agrupamento político de Bias Fortes. No lado materno, seu bisavô era médico e diagnosticou a miopia do escritor Guimarães Rosa.
Aos dez anos de idade, muda-se com a família para Brasília, onde acompanhou a inauguração da cidade. Isso porque seu pai fazia parte da equipe que montou a estrutura de cargos e salários do novo funcionalismo público brasiliense.
Começou a estudar na UnB um ano após o AI 5, onde foi aluno de David Fleischer, Amaury de Souza e Gláucio Ary Dillon Soares, este último seria seu orientador de mestrado. Militou na resistência à ditadura e chegou a ser preso do DOPS e na Polícia Civil algumas vezes, mas sempre sofreu repressões brandas devido à influência de seu pais na seccional da OAB no Distrito Federal.
Foi influenciado por Celso Lafer, que participou da sua banca de mestrado, a prosseguir para o doutoramento na Universidade Cornell, onde foi orientado por Sidney Tarrow.

## Presidencialismo de Coalizão
O texto que inaugurou a teoria conhecida como Presidencialismo de Coalizão foi publicado em 1988 por Abranches na Revista Dados antes mesmo da promulgação da Constituição Federal. Nesse artigo, Abranches atribui ao sistema político brasileiro a especificidade de combinar representação proporcional, pluripartidarismo e um "presidencialismo imperial", organizado em grandes coalizões multipartidárias e regionais. É justamente essa combinação que caracteriza, segundo o autor, o regime institucional brasileiro como um "presidencialismo de coalizão", indicando a incapacidade do Executivo de viabilizar políticas públicas sem o apoio do Congresso Nacional.
A constituição dessa base de apoio comporta três momentos fundamentais: (i) a "formação de uma aliança eleitoral", que diz respeito à elaboração de um programa e princípios inegociáveis; (ii) a "formação do governo", que tem relação direta com a distribuição de cargos e os compromissos com a plataforma política que deu origem à aliança eleitoral; e, por fim, a (iii) "transformação da aliança em coalizão efetivamente governante", que se refere propriamente ao processo de implantação das políticas governamentais.

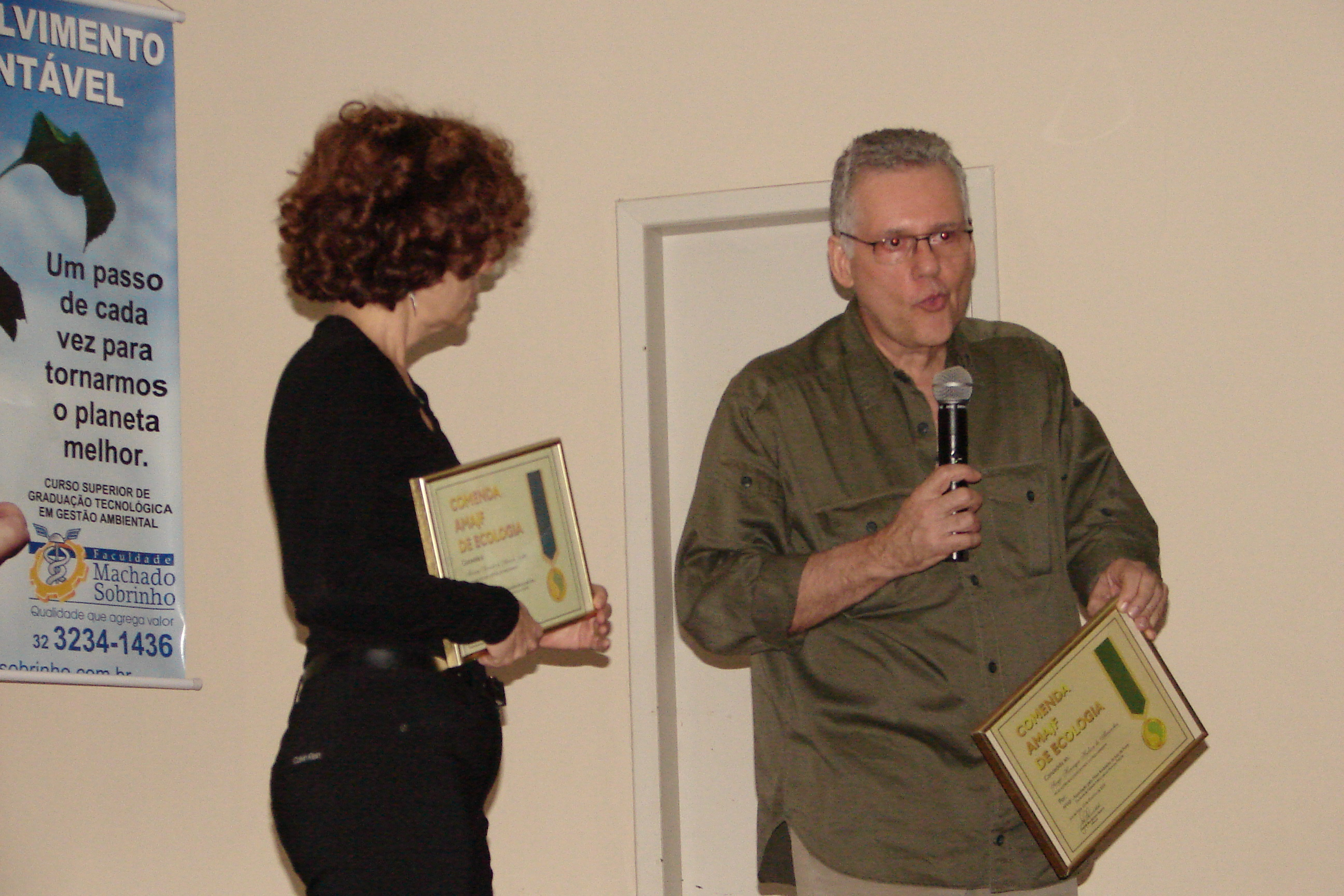
Sérgio Abranches com sua companheira, Miriam Leitão, em um evento organizado pela Associação pelo Meio Ambiente e Biossegurança.

Nesse sentido, diante do dilema ideologia-pragmatismo, segundo Abranches, o presidencialismo de coalizão é um regime caracterizado por altos riscos e alta instabilidade, cuja sustentação depende do desempenho do governo e da sua constante disposição em abrir mão de pontos programáticos da sua administração tidos como inegociáveis. Não obstante, a instabilidade ímpar do sistema político brasileiro resultaria do fato que o limite para a negociação de valores programáticos se torna muito mais baixo em decorrência do sistema eleitoral de lista aberta que fragiliza as organizações partidárias e incentiva as práticas clientelistas.
Através do seu texto de 1988, Abranches se associa a uma corrente da literatura politológica brasileira considerada pessimista quanto à capacidade de governabilidade do Poder Executivo. Também fazem parte dessa vertente os brasilianistas Scott Mainwaring e David Samuels, além dos professores Bolívar Lamounier e Fernando Abrucio.

### Críticas
Em que pese a força do Presidencialismo de Coalizão na academia brasileira, esta teoria foi bastante criticada por uma segunda geração de cientistas políticos que se organizou ao redor de Fernando Limongi e Argelina Cheibub Figueiredo. Estes autores apontam para algumas limitações das constatações de Abranches, sobretudo quanto às fortes evidências empíricas de que os regimentos internos do Congresso Nacional fortalecem o papel das lideranças de bancada, que tendem a votar de forma coesa principalmente na aprovação do Orçamento público.

## Vida Privada
É casado com a jornalista Miriam Leitão.

## Prêmios
- Prêmio literário nacional - PEN Clube do Brasil (2018).[6][7]
- Finalista do Prêmio Jabuti - Ciências Humanas.[8][7]

## Obras (seleção)
- Sérgio H. Abranches (2017). A Era do Imprevisto. A grande transição do século XXI. [S.l.]: Companhia das Letras. ISBN 9788535928778
- Sérgio H. Abranches (2018). Presidencialismo de coalizão. Raízes e evolução do modelo político brasileiro. [S.l.]: Companhia das Letras. ISBN 9788535931556
- Sérgio H. Abranches (2020). O Tempo dos Governantes Incidentais. [S.l.]: Companhia das Letras. ISBN 9788535933611